# Герасимиха (Вологодская область)
Герасимиха — деревня в Сямженском районе Вологодской области.
Входит в состав Устьрецкого сельского поселения, с точки зрения административно-территориального деления — в Устьрецкий сельсовет.
Расстояние до районного центра Сямжи по автодороге — 23,5 км, до центра муниципального образования Усть-Реки по прямой — 1,3 км. Ближайшие населённые пункты — Пономариха, Усть-Река, Лелековская.
По переписи 2002 года население — 10 человек.